# Bez hranic
Bez hranic (v anglickém originále Crossing Lines) je německo-francouzsko-italsko-americký televizní seriál v anglickém jazyce. Ve Francii byl vysílán na stanici TF1, v Americe na NBC. Své televizní premiéry se seriál dočkal v Itálii na stanici Rai 2 a to 14. června 2013. V Česku je vysílán na AXN. Seriál je zaměřen na skupinu policejních vyšetřovatelů z různých koutů světa, každý z nich má své specifické a zvláštní dovednosti, které pak využívají při pátrání po těch nejhorších zločincích po celé Evropské unii. Tvůrci tohoto seriálu jsou Edward Allen Bernero a Rola Bauer.

## Synopse
Bývalý detektiv newyorské policie, Carl Hickman, je požádán majorem Louisem Danielem, aby se přidal ke zvláštnímu vyšetřovacímu týmu Mezinárodního trestního soudu a spolu s dalšími vyšetřovateli z různých koutů světa pátral po těch nejhorších zločincích, kteří páchají zločiny v Evropské unii.

## Hlavní role
| William Fichtner  | detektiv první třídy Carl Hickman |
| Marc Lavoine      | detektiv major Louis Daniel       |
| Gabriella Pession | seržant Eva Vittoria              |
| Tom Wlaschiha     | Sebastian Berger                  |
| Moon Dailly       | detektiv seržant Anne-Marie San   |
| Richard Flood     | detektiv Tommy McConnel           |
| Donald Sutherland | Michel Dorn                       |

## Seznam dílů

### První řada
1. Pilot, Part 1
2. Pilot, Part 2
3. The Terminator
4. Long-Haul Predators
5. Special Ops, Part 1
6. Special Ops, Part 2
7. The Animals
8. Desperation & Desperados
9. New Scars/Old Wounds, Part 1
10. New Scars/Old Wounds, Part 2

### Druhá řada
1. The Rescue
2. The Homecoming
3. The Kill Zone
4. Everybody Will Know
5. Home Is Where the Heart Is
6. Freedom
7. The Velvet Glove
8. Family Ties
9. Truth and Consequences
10. The Long Way Home
11. The Team, Part 1
12. The Team, Part 2

### Třetí řada
1. Redux
2. Whistleblower
3. Dragon
4. In Loco Parentis
5. Recoil
6. Executioner
7. Lost and Found
8. Heat
9. Expose
10. Enemy of the People
11. Penalty
12. Obscura

## Produkce
Seriál se natáčel v Paříži, Nice a také v Praze. Mnoho scén bylo natočeno v Praze a v seriálu použito pro Paříž, Itálii, Norsko, Berlín a Vídeň. Tvůrci řekli, že se rozhodli natáčet i jinde než v Americe, jak to v amerických kriminálkách bývá, aby mohli divákům poskytnou ten pocit, že se právě v jejich zemi natáčelo a taky jako osvěžující změnu oproti tradičním lokacím k natáčení. V srpnu 2013 bylo pak oznámeno, že vznikne i druhá série, jež se bude opět natáčet mimo jiné v České republice začátkem roku 2014. V roce 2015 se natočila už třetí série seriálu.